# Ilha Kupreanof
A ilha Kupreanof é uma ilha do Arquipélago Alexandre, no sul do Alasca, Estados Unidos. Com 2802 km² de área, é a 13.ª maior ilha dos Estados Unidos e a 170.ª maior do mundo. Tinha 785 habitantes em 2000.
A ilha foi mapeada pela primeira vez em 1793-94 por James Johnstone e Joseph Whidbey, ambos integrantes da expedição de 1791-95 liderada por George Vancouver. A ilha recebeu o nome do Barão Ivan Antonovich Kupreianov, governador das colónias russo-americanas entre 1836 e 1840; o nome foi publicado em 1848 num mapa russo como "Os(trov) Kupreyanova".
Só há duas localidades na ilha: a maior é Kake, na costa noroeste, e a outra é Kupreanof, na costa oriental, em frente da cidade de Petersburg na ilha Mitkof, da qual se separa pelos Wrangell Narrows. A ilha fica nos limites da Floresta Nacional Tongass.